# Rec Room (jeu vidéo)
Rec Room est un jeu vidéo en ligne de réalité virtuelle avec un système de création de jeu intégré développé et publié par Rec Room Inc. (anciennement connu sous le nom de Against Gravity Corp), initialement sorti en 2016. Il est disponible sur Microsoft Windows, Xbox One, Xbox Series X et Series S , PlayStation 4, PlayStation 5 , PlayStation VR, Meta Quest , Pico 4 ,  Android, IOS et Nintendo Switch

## Système de jeu
Une salle centrale (appelée "Rec Center") ressemblant vaguement au hall d'un YMCA ou d'autres centres de loisirs (ce qui lui vaut le titre de jeu Rec Room) avec des portes qui mènent à divers jeux et salles générées par les utilisateurs.
Le jeu peut être joué avec ou sans casque de réalité virtuelle, en particulier un casque SteamVR, un casque OculusVR ou un casque PlayStation VR. En mode réalité virtuelle, le jeu utilise le mouvement 3D complet via le système de capture de mouvement d'un casque de réalité virtuelle et de deux contrôleurs de mouvement portables, qui sont nécessaires pour ramasser et manipuler des objets dans le monde du jeu, y compris des balles, des armes, des outils de construction., et d'autres objets. Les joueurs peuvent explorer l'espace qui les entoure dans les limites de leur espace au sol physique tout en se déplaçant plus loin en utilisant les boutons du contrôleur pour se téléporter sur une courte distance, avec un minimum ou pas de mal de réalité virtuelle. Un mode "marche" permet aux joueurs de se déplacer en continu plutôt que de se téléporter ; cependant, cela pose un risque plus élevé de mal de tête.

## Modes de jeu
Rec Room se compose de jeux multijoueurs intégrés séparés, connus sous le nom de Rec Room Originals. Le jeu comprend des jeux de tir à la première personne, un jeu battle royale, des jeux d'action-aventure coopératifs, un jeu de type Pictionary et divers jeux de sport. Rec Room fournit également des outils dans le jeu pour le contenu généré par l'utilisateur, qui a conduit à la création de nombreuses expériences générées par l'utilisateur.

## Contenu généré par l'utilisateur
Un outil en forme de stylo dans le jeu (connu sous le nom de "Maker Pen" dans le jeu) permet aux joueurs de placer diverses formes 3D primitives, des objets intégrés et des objets générés par l'utilisateur dans plusieurs pièces prédéfinies. Les joueurs peuvent enregistrer leurs chambres, puis les répertorier publiquement afin que d'autres joueurs puissent y entrer. Un langage de programmation visuel basé sur des nœuds, basé sur le paradigme de programmation par flux de données, permet aux joueurs d'ajouter différents types d'éléments animés et interactifs à leurs pièces. Cette fonctionnalité permet aux joueurs de créer de nouveaux jeux vidéo multijoueurs en ligne qui peuvent être joués dans Rec Room . Les joueurs peuvent également publier des créations plus petites afin que d'autres joueurs puissent les placer dans leurs chambres. Les joueurs peuvent gagner une monnaie interne à partir de leurs créations publiées. Sous certaines conditions, cette devise peut être échangée contre des dollars américains.

## Développement
Le studio de développement Rec Room Inc (anciennement Against Gravity Corp) basé à Seattle a été cofondé en avril 2016 par Nick Fajt, Cameron Brown, Dan Kroymann, Bilal Orhan, Josh Wehrly et John Bevis. Avant cela, le PDG Nick Fajt a travaillé en tant que responsable de programme au sein de l'équipe HoloLens chez Microsoft. Dan Kroymann a travaillé dans la même équipe après avoir travaillé dans l'équipe Xbox. Cameron Brown, CCO de Rec Room Inc., a également travaillé chez Microsoft en tant que directeur créatif HoloLens.
En 2016 et au début de 2017, la société a levé 5 millions de dollars de financement pour le développement de Rec Room et de sa communauté de joueurs. Selon le PDG Nick Fajt, la société maintiendra le téléchargement gratuit de Rec Room.
En 2017, le « mode junior » de Rec Room a été certifié COPPA par Samet Privacy.
En juin 2019, Rec Room Inc. a annoncé que la société avait levé 24 millions de dollars supplémentaires sur deux tours de financement, et en décembre 2020, Rec Room Inc. a annoncé un financement supplémentaire de 20 millions de dollars.
En mars 2021, Rec Room Inc. a annoncé une autre ronde de financement de 100 millions de dollars avec une valorisation de 1,25 milliard de dollars menant à son statut de licorne,.
En décembre 2021, Rec Room Inc. a annoncé avoir levé 145 millions de dollars lors d'un autre cycle de financement, portant la valorisation du studio à 3,5 milliards de dollars.
En mars 2024, Rec Room propose un autre type de corps pour s'exprimer sur le jeu : "le corps entier", ce qui permet d'avoir des membres qui n'étaient pas présents auparavant (les bras, les jambes, le nez, les sourcils et bien d'autres choses).
En septembre 2024, Rec Room propose encore un autre type de corps : les "Upgraded Bean" (en français : le haricot amélioré), ce qui permet d'avoir des mains quand on tient un item qu'on ne pouvait pas avoir auparavant,

## Réception
Dan Ackerman, écrivant pour CNET, a décrit Rec Room comme la meilleure application en réalité virtuelle.
En janvier 2017, Ars Technica a signalé que le trollage et le cyberharcèlement dans le Rec Center étaient un problème.
En juin 2017, Rachel Metz, contributrice au MIT Technology Review, l'a décrit comme un excellent exemple du potentiel d'interaction sociale de la réalité virtuelle tout en critiquant ses fonctionnalités anti-abus sous-développées.
La cinéaste Joyce Wong l'a décrit comme son choix de "l'œuvre d'art la plus intéressante de 2017".